# Till Death Do Us Part (album des Geto Boys)
Albums de Geto Boys
Uncut Dope: Geto Boys' Best
(1992) The Resurrection
(1996)
Singles
1. Crooked Officer
Sortie : 1993
2. Six Feet Dee
Sortie : 1993
3. Straight Gangstaism
Sortie : 1993

Till Death Do Us Part est le quatrième album studio des Geto Boys, sorti le 19 mars 1993.
L'album s'est classé 1er au Top R&B/Hip-Hop Albums et 11e au Billboard 200 et a été certifié disque d'or par la Recording Industry Association of America (RIAA) le 10 mai 1993.

## Liste des titres
| No  | Titre                                                    | Contient un (des) sample(s) de | Durée |
| --- | -------------------------------------------------------- | --- | ----- |
| 1.  | Intro (Produit par John Bido)                            | Love Comes in All Colors des Staple Singers | 3:33  |
| 2.  | G.E.T.O. (Produit par N.O. Joe)                          | Good Old Music de Funkadelic 5th Ward/South Central Malt des Geto Boys et Ice Cube Born Killer de Scarface Mind Playing Tricks on Me des Geto Boys | 3:13  |
| 3.  | It Ain't (Produit par N.O. Joe)                          | Lonely Town, Lonely Street de Bill Withers | 4:40  |
| 4.  | Crooked Officer (Produit par N.O. Joe)                   | | 3:59  |
| 5.  | No Nuts No Glory (Produit par N.O. Joe)                  | I Cry de Millie Jackson | 3:44  |
| 6.  | Six Feet Deep (Produit par N.O. Joe)                     | Easy des Commodores What's Going On de Marvin Gaye                                                                                                 | 5:24  |
| 7.  | Murder Avenue (Produit par N.O. Joe)                     | | 4:04  |
| 8.  | Raise Up (Produit par N.O. Joe)                          | Jackin' for Beats d'Ice Cube | 3:29  |
| 9.  | Murder After Midnight (Produit par N.O. Joe)             | Hard Times de Curtis Mayfield Another Nigger in the Morgue des Geto Boys                                                                           | 4:17  |
| 10. | Straight Gangstaism (Produit par John Bido et Mike Dean) | | 4:27  |
| 11. | Cereal Killer (Produit par N.O. Joe)                     | N.T. de Kool & the Gang The Ants Go Marching de Barney Watermelon Man d'Herbie Hancock                                                             | 3:03  |
| 12. | This Dick's for You (Produit par N.O. Joe)               | | 5:33  |
| 13. | Street Life (Produit par John Bido)                      | Street Life des Crusaders featuring Randy Crawford                                                                                                 | 5:21  |
| 14. | Bring It On (Produit par N.O. Joe)                       | Voices Inside (Everything Is Everything) de Donny Hathaway                                                                                         | 8:14  |
| 15. | Outro (Produit par John Bido)                            | Love Comes in All Colors des Staple Singers | 1:49  |